# ريتشارد إي. بارلو
ريتشارد إي. بارلو (بالإنجليزية: Richard E. Barlow)‏ هو أستاذ جامعي ورياضياتي أمريكي، ولد في 12 يناير 1931 في غاليسبورغ في الولايات المتحدة.